# Lucas Hinrich Eding
Lucas Hinrich Eding (* 30. März 1717 in Hamburg; † 28. Oktober 1790 ebenda) war ein Hamburger Kaufmann und Oberalter.

## Herkunft und Familie
Edings Eltern waren der Hamburger Kaufmann Benedict Eding (1685–1736) und Anna Dorothea Corthum (1690–1720), Tochter des Archidiakons an der Hauptkirche Sankt Nikolai in Hamburg Justus Corthum (1653–1724).
Im Jahr 1749 heiratete er Catharina Siemers (1727–1805) und hatte mit ihr zwei Töchter, von denen Catharina (1754–1806) den Hamburger Kaufmann Libert Westphalen (1750–1813) heiratete und Mutter des Oberaltensekretärs Nicolaus Adolf Westphalen (1793–1854) wurde.

## Leben und Wirken
Eding etablierte sich in Hamburg als Kaufmann und bekleidete als Bürger zahlreiche öffentliche Ämter. So wurde er 1751 an die Viehaccise und 1753 an das Waisenhaus, als kaufmännischer Richter an das Niedergericht und zum Kriegskommissar gewählt. 1756 wurde er als Bürger an die Fortifikation gewählt und 1757 an das Schoß und die Admiralität. 1758 war er an der Bank und der Kämmerei tätig. Im Jahr 1774 wurde Eding Mitglied der Deputation zur Annehmung der Fremden.
Auch kirchliche Ehrenämter bekleidete Eding. Im Jahr 1750 wurde er Adjunkt, 1756 Subdiakon und 1765 Diakon, Jurat und Gotteskastenverwalter.
Am 12. Februar 1777 wurde Eding, als Nachfolger von Johann Koep (1705–1777), zum Oberalten im Kirchspiel Sankt Nikolai gewählt. Im Jahr 1781 wurde Eding als solcher Leichnamsgeschworener, 1783 Alter am Waisenhaus und im Jahr 1784 auch Präses des Kollegiums der Oberalten.